# Joerg Stadler
Joerg Stadler est un acteur né en 1961.

## Biographie
Joerg Stadler apparaît notamment dans le film de guerre Il faut sauver le soldat Ryan (1998) de Steven Spielberg, dans lequel il incarne le soldat allemand surnommé « Steamboat Willie », qui est capturé puis relâché par les soldats américains.

## Filmographie

### Cinéma
- 1994 : Backbeat : Cinq Garçons dans le vent : un policier
- 1998 : Il faut sauver le soldat Ryan : « Steamboat Willie »
- 1998 : À tout jamais, une histoire de Cendrillon : Wilhelm Grimm
- 2000 : Hotel Splendide : Sergei Gorgonov
- 2000 : The Dreamer : MX-318
- 2001 : Vengeance secrète : Anton Krostic
- 2001 : Spy Game : Jeu d'espions : Frederick Schmidt
- 2002 : Dealer's Day
- 2002 : Mrs. Meitlemeihr : l'officier de la Waffen SS
- 2002 : My Little Brother's a Vampire : le loup-garou
- 2004 : Ecce Homo : Christ
- 2004 : Showdown : le parrain
- 2005 : Revolver : le prisonnier
- 2006 : Anamnesis : le directeur de l'université
- 2007 : Hannibal Lecter : Les Origines du mal : Berndt
- 2007 : Act One : le sorcier principal
- 2009 : Harry Potter et le Prince de sang-mêlé : un Inferi masculin
- 2010 : The Horror of the Dolls : Frank
- 2011 : Fifth Column : Winston
- 2011 : Borderline : l'examinateur
- 2011 : Shifter : Gerald
- 2011 : Companion : le thérapeute
- 2012 : Lazarus Rising : Joerg
- 2013 : Genesis : l'homme en costume
- 2013 : Roger : Roger
- 2013 : Aftermath : l'autorité
- 2013 : How to Become a Criminal Mastermind : Kenneth
- 2013 : In Which We Burn : Match
- 2014 : A Policeman in Prison
- 2015 : Shells : Capitaine Radford
- 2015 : La Chasse au Snark : Bellman
- 2015 : Out : Jake
- 2016 : Essex Spacebin : Barnacle
- 2018 : Otages à Entebbe : Yitzhak David
- 2018 : Surprise : le quatrième écrivain
- 2018 : Can You See Me: Labour Trafficking : Skinny Jim
- 2019 : Downbound Wayfarer : Horace von Clunk
- 2021 : Alice, Through the Looking : la chenille

### Télévision
- 1993 : Stalag Luft : l'assistant d'Hitler
- 1993 : Soldier Soldier : le policier allemand (1 épisode)
- 1997 : The Knock : Noveski (2 épisodes)
- 1998 : Barmwell : Jan (1 épisode)
- 2021 : Rosamunde Pilcher : Paul Harrison (1 épisode)

### Jeu vidéo
- 2019 : Erica : Karl Steinbeck